# Carl Friedrich von Heineken
Carl Friedrich von Heineken, modernisiert Karl Friedrich von Heineken, (* 1752 in Dresden; † 1815) war ein deutscher Radierer und Kunstsammler sowie kursächsischer und zuletzt königlich-sächsischer Kammerrat und Erb-, Lehn-, Gerichtsherr von Altdöbern.

## Leben
Heineken war der Sohn des späteren Kunstschriftsteller und -sammler, Bibliothekar sowie Direktors des Dresdner Kupferstichkabinetts Carl Heinrich von Heineken, dem Günstling von Heinrich von Brühl. Er erbte gemeinsam mit Schwester Friederike Magdalene, Ehefrau des Rittergutsbesitzers Günther von Bünau, den umfangreichen väterlichen Besitz, dessen Sammlungen, darunter eine bedeutende Inkunabelsammlung, und dessen Vermögen. Ihre Mutter war Friederike Magdalena, geborene Nöller. Nach dem Tod des Vaters verfasste er mehrere Stellungnahmen zu dessen Verteidigung gegen erhobene Vorwürfe einer Begünstigung und Vorteilsnahme.
Zu den Gütern von Carl Friedrich von Heineken zählten neben Altdöbern, wo er die dortige Schlossbibliothek erweiterte, auch Bollensdorf. Ferner war er seit 1777 mit dem Rittergut Pirkau bei Zeitz mitbelehnt worden. Dieses Gut besaß sein Schwager Günther von Bünau.
Als Künstler wird Carl Friedrich Heineken im Catalog der Ott’schen Kupferstichsammlung als Dilettant im Zeichnen und Kupferätzen bezeichnet.
Carl Friedrich von Heinekens Sohn war der Oberst Karl Ludwig von Heineken, der als Adjutant des Königs Friedrich August I. von Sachsen mit diesem in der Völkerschlacht bei Leipzig im Oktober 1813 in Kriegsgefangenschaft geriet. 1819 heiratete Karl Ludwig von Heineken Mathilde geb. Vitzthum von Eckstädt.